# Zhou Yaqin
Zhou Yaqin (xinès: 周雅琴) (Hengyang, 12 de novembre de 2005) és una gimnasta artística xinesa. És la medallista de plata olímpica de 2024 i mundial de 2023 de la barra d'equilibri.

## Carrera
Zhou va començar la gimnàstica a Hengyang quan tenia tres anys.

### Júnior
Zhou va competir amb l'equip provincial de Hunan al Campionat de Xina del 2019 on va quedar sisena. A continuació, als Jocs Nacionals de la Joventut de la Xina, va acabar 14a en el concurs complet individual. A continuació, va acabar 13a en la classificació general al Campionat Individual de la Xina del 2019. Va fer el seu debut internacional a la Copa Olympic Hopes 2019 a Liberec, República Txeca, on l'equip xinès va guanyar la medalla d'or. Individualment, va acabar setena a la general i vuitena a la final d'exercici de terra. Al Campionat de la Xina del 2020, Zhou va acabar 17è en el concurs complet individual. Després, als campionats individuals de Xina, va guanyar la medalla d'or a la barra d'equilibri amb una puntuació de 15.066.

### Sènior
Zhou es va convertir en elegible per edat per a competicions internacionals sèniors el 2021. Al Campionat de la Xina de 2021, va acabar 23a a la ronda de classificació general i sisena amb l'equip provincial de Hunan. Després, als Jocs Nacionals de la Xina de 2021, va guanyar la medalla d'or a la barra d'equilibri amb una puntuació de 14.660. Va acabar quarta a la barra d'equilibri al campionat xinès de 2022.
Al campionat xinès de 2023, Zhou va guanyar la medalla d'or a l'exercici de terra. Va fer el seu debut internacional sènior al Campionat del Món de 2023 a Anvers. L'equip xinès estava format per Ou Yushan, Qiu Qiyuan, Zhang Qingying, Huang Zhuofan i la suplent Wu Ran, i van quedar quartes a la final per equips. Individualment, es va classificar per a les finals d'exercicis de barra d'equilibri i terra. A la final de la barra d'equilibri, va guanyar la medalla de plata darrere de Simone Biles. Va acabar només 0,100 per darrere de Biles, que va ser el menor marge de victòria per a Biles en una final d'un mundial des del 2014. Després va acabar setena a la final de l'exercici de terra.
Zhou va començar la temporada 2024 a la Copa del Món de Cottbus, guanyant medalles d'or tant a la barra d'equilibri com a l'exercici de terra. Després, al DTB Pokal Team Challenge, va guanyar una medalla d'or amb l'equip xinès i va acabar cinquena a la final de l'exercici de terra. Va ser seleccionada per representar la Xina als Jocs Olímpics d'estiu de 2024 al costat de Luo Huan, Ou Yushan, Qiu Qiyuan i Zhang Yihan. L'equip es va classificar per a la final en tercer lloc, i Zhou es va classificar per a la final de la barra d'equilibri en primer lloc. Va caure de la barra d'equilibri dues vegades a la final per equips, i l'equip xinès va acabar sisè. A la final de la barra d'equilibri, va agafar la barra després d'un salt lateral i va incórrer en una deducció de 0,500, però encara va guanyar la medalla de plata darrere de l'italiana Alice D'Amato a causa de la gran diferència de dificultat amb les rutines de les altres gimnastes que no van caure.
Zhou es va fer viral per les seves accions al podi dels Jocs Olímpics per a la final de la barra d'equilibri. Va reaccionar amb sorpresa quan la guanyadora de la medalla d'or D'Amato i la guanyadora de la medalla de bronze Manila Esposito van mossegar les seves medalles, aparentment desconeixent la tradició. Aleshores va imitar els seus gestos, portant la medalla als llavis, sense mossegar-la.

## Història competitiva

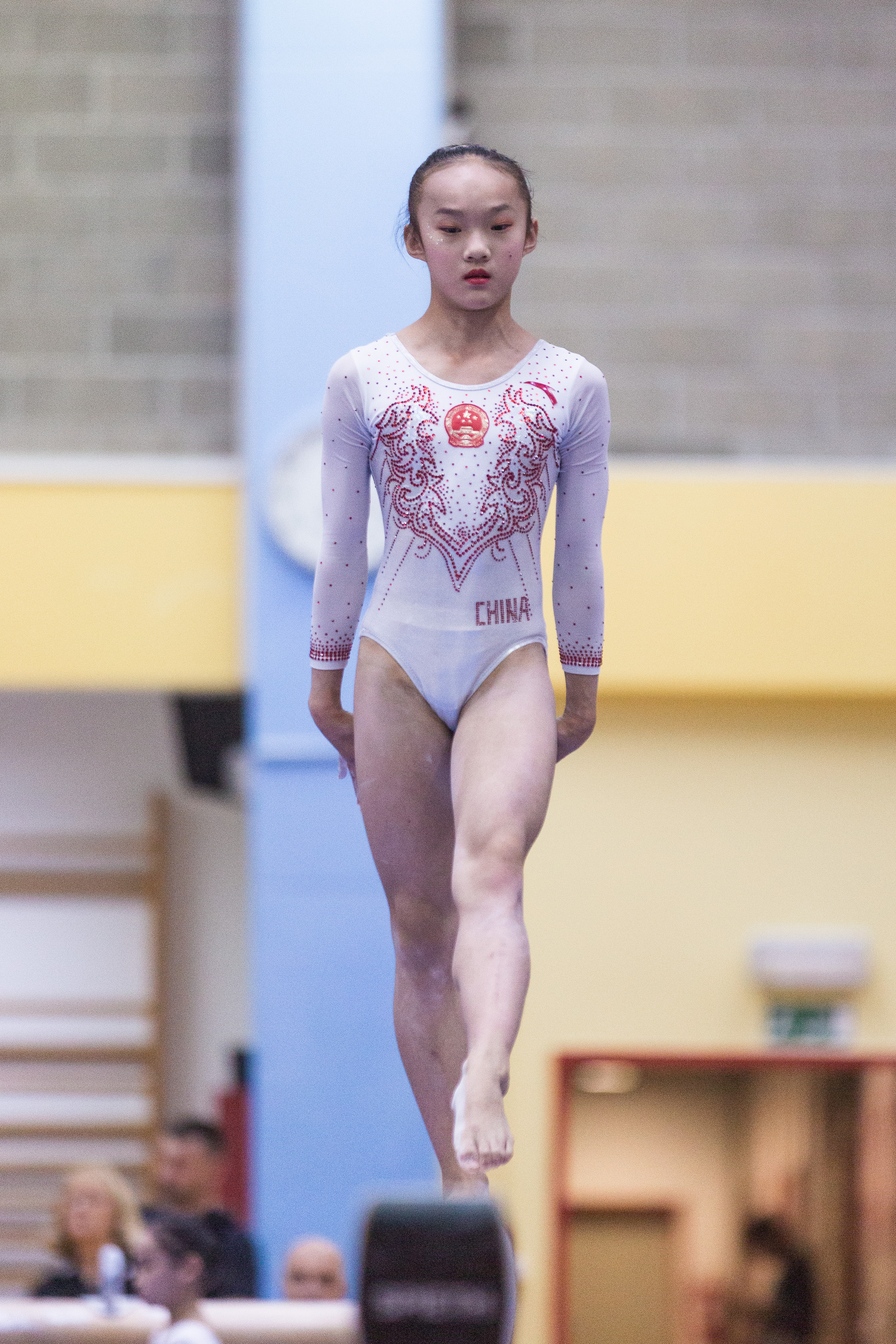
Barra d'equilibri competint Zhou a la Copa Olympic Hopes 2019

| Any    | Esdeveniment                             | Equip  | ECI    | SC     | BA     | BE     | ET     |
| Junior | Junior                                   | Junior | Junior | Junior | Junior | Junior | Junior |
| ------ | ---------------------------------------- | ------ | ------ | ------ | ------ | ------ | ------ |
| 2019   | Campionat xinès                          | 6      | 33     |        |        |        |        |
| 2019   | Jocs de la Joventut Nacionals de la Xina |        | 14     |        |        |        |        |
| 2019   | Campionat individual xinès               |        | 13     |        |        |        |        |
| 2019   | Olympic Hopes Cup                        | 1      | 7      |        |        |        | 8      |
| 2020   | Campionat xinès                          | 7      | 17     |        |        |        |        |
| 2020   | Campionat individual xinès               |        |        |        |        | 1      |        |
| Senior |                                          |        |        |        |        |        |        |
| 2021   | Campionat xinès                          | 6      | 23     |        |        |        |        |
| 2021   | Jocs Nacionals de la Xina                | 7      |        |        |        | 1      |        |
| 2022   | Campionat xinès                          | 8      |        |        |        | 4      |        |
| 2023   | Campionat xinès                          | 5      | 7      |        |        |        | 1      |
| 2023   | Campionat del Món                        | 4      |        |        |        | 2      | 7      |
| 2024   | Copa del Món de Cottbus                  |        |        |        |        | 1      | 1      |
| 2024   | DTB Pokal Team Challenge                 | 1      |        |        |        |        | 5      |
| 2024   | Jocs Olímpics                            | 6      |        |        |        | 2      |        |